# Wiedervereinigungsgebot
Das Wiedervereinigungsgebot war ein Bestandteil des Grundgesetzes für die Bundesrepublik Deutschland von 1949 bis 1990. Dieser Verfassungsauftrag fand sich unter anderem in der Präambel des Grundgesetzes. Die Organe der Bundesrepublik waren verpflichtet, auf eine Wiedervereinigung Deutschlands hinzuwirken; der Auftrag machte das Ziel, Deutschland unter dem Dach eines Staates zu vereinigen, verfassungsrechtlich bindend. Das Grundgesetz ging also auch durch dieses Gebot davon aus, dass es nach 1949 ein Deutschland als Ganzes gab, das größer als die damalige Bundesrepublik (Westdeutschland) war.
Die Regierung Brandt-Scheel bemühte sich ab 1969, die Beziehungen zum anderen deutschen Staat (der DDR) zu verbessern. Die CDU/CSU-Opposition befürchtete, dass dadurch das Wiedervereinigungsgebot unterlaufen werden würde. Das Bundesverfassungsgericht verpflichtete die Bundesregierung weiterhin auf das Verfassungsziel, stellte es der Regierung aber frei, wie sie das Ziel erreichen wollte.
Mit der Wiedervereinigung im Jahr 1990 wurde das Gebot obsolet. Durch den Einigungsvertrag wurde das eigentliche Wiedervereinigungsgebot aus dem Grundgesetz entfernt. Stattdessen stellt das Grundgesetz fest, dass die Einheit Deutschlands verwirklicht worden ist.

## Die verfassungsrechtliche Seite des völkerrechtlichen Selbstbestimmungsrechts
Die Präambel endete mit dem Satz: 

„Das gesamte Deutsche Volk bleibt aufgefordert, in freier Selbstbestimmung die Einheit und Freiheit Deutschlands zu vollenden.“

Nach der Rechtsprechung des Bundesverfassungsgerichts folgte hieraus ein verfassungsgerichtliches, alle Staatsorgane bindendes Gebot, die Wiedererlangung der Einheit Deutschlands anzustreben und auf die Verwirklichung dieses Ziels hinzuwirken.
Der Versuch der seinerzeitigen Opposition jedoch, die Ratifizierung des von der sozialliberalen Koalition unter Bundeskanzler Willy Brandt ausgehandelten Grundlagenvertrags zwischen der Bundesrepublik Deutschland und der DDR durch das Bundesverfassungsgericht zu unterbinden, scheiterte, weil das Verfassungsgericht hierzu die Eigenständigkeit der Politik hinsichtlich der Frage, auf welchem Wege das Staatsziel der Wiedervereinigung umzusetzen sei, betonte. Auch war die Frage der Ostgrenzen bis zur Vereinigung Deutschlands offen.

## Wiedervereinigung in der Verfassung der DDR
Die Verfassung der Deutschen Demokratischen Republik hatte in den Verfassungen von 1949 und 1968 ebenso Bestimmungen, die auf eine Wiedervereinigung abzielten. In Artikel 1 der Verfassung von 1949 heißt es:

„(1) Deutschland ist eine unteilbare demokratische Republik; sie baut sich auf den deutschen Ländern auf.
 […]

(4) Es gibt nur eine deutsche Staatsangehörigkeit.“

In der Verfassung von 1968 erklärt der Artikel 1 nur noch, dass die DDR „ein sozialistischer Staat deutscher Nation“ sei.
In Artikel 8 wird jedoch die Wiedervereinigung Deutschlands als Ziel angestrebt, wenn auch ausdrücklich auf Grundlage des Sozialismus:

„(2) Die Herstellung und Pflege normaler Beziehungen und die Zusammenarbeit der beiden deutschen Staaten auf der Grundlage der Gleichberechtigung sind nationales Anliegen der Deutschen Demokratischen Republik. Die Deutsche Demokratische Republik und ihre Bürger erstreben darüber hinaus die Überwindung der vom Imperialismus der deutschen Nation aufgezwungenen Spaltung Deutschlands, die schrittweise Annäherung der beiden deutschen Staaten bis zu ihrer Vereinigung auf der Grundlage der Demokratie und des Sozialismus.“

In der letzten Verfassung der DDR von 1974 wurden jegliche Nennungen der deutschen Nation gestrichen. Dort heißt es in Artikel 1:

„Die Deutsche Demokratische Republik ist ein sozialistischer Staat der Arbeiter und Bauern.“

Aus dem Artikel 8 wurde die Wiedervereinigung als Ziel komplett gestrichen.

## Nach der deutschen Wiedervereinigung 1990
Mit dem Beitritt der DDR zur Bundesrepublik hat sich das Wiedervereinigungsgebot des Grundgesetzes, das insbesondere auf die „Wahrung der staatlichen Einheit des deutschen Volkes“ abstellte, erfüllt; es ist obsolet geworden. Daher wurde die Präambel des Grundgesetzes und zwei weitere Artikel geändert bzw. aufgehoben. In der Präambel heißt es jetzt:
Dadurch kommt es zu folgender allgemeiner staatsrechtlicher Auffassung:
„Durch die Änderung der Präambel und des Art. 146 GG a.F. sowie die Aufhebung des Art. 23 GG a.F. ist das Wiedervereinigungsziel insgesamt erfüllt. Weitere Gebiete, die beitreten könnten, gibt es weder nach dem geltenden Verfassungsrecht der Bundesrepublik Deutschland noch nach dem Völkerrecht […]. Für die Einbeziehung anderer Gebiete des Deutschen Reiches in den Grenzen vom 31. Dezember 1937, auf die Art. 23 Satz 2 GG a.F. abgehoben hatte […], besteht keine Rechtsgrundlage mehr. Die Bundesrepublik Deutschland ist in dem durch ihre Verfassung und das Völkerrecht festgelegten Gebietsumfang identisch mit dem fortbestehenden Deutschen Reich geworden. Aus der bisherigen Teilidentität […] ist eine volle Subjektsidentität geworden. Die Bundesrepublik trat damit in die Rechts- und Pflichtenstellung des Deutschen Reiches in vollem Umfang ein.“

## Weitere Wiedervereinigungsgebote
Ein Wiedervereinigungsgebot bestand
- in der Verfassung des Kantons Basel-Stadt.

Hingegen besteht ein Verfassungsgebot zur staatlichen Eigenständigkeit
- im Kanton Basel-Landschaft,
- kraft Staatsvertrag von 1955 in der Republik Österreich.